# Einsidelsborg

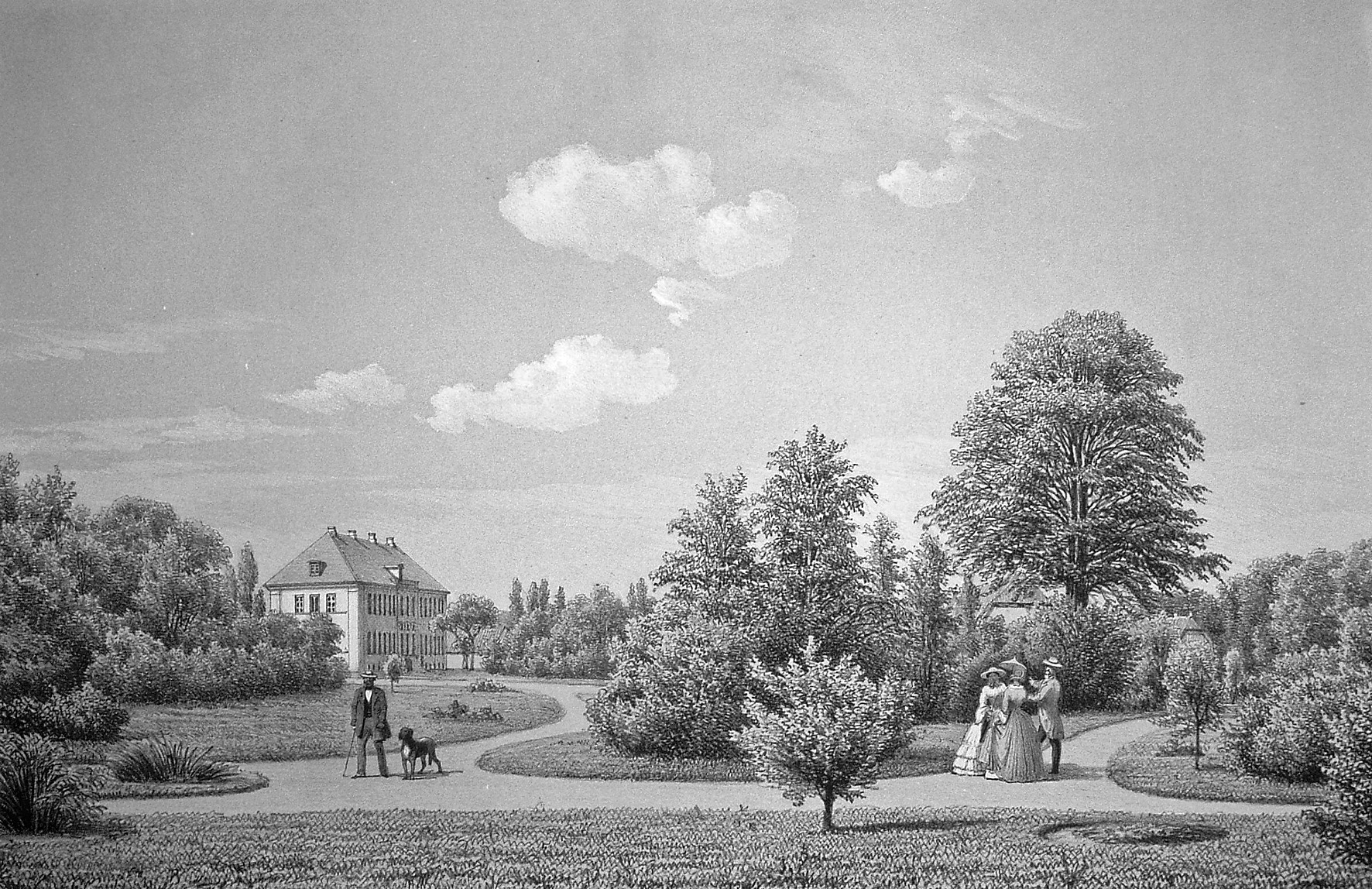
Einsidelsborg (1861)

Einsidelsborg ist ein dänisches Schloss im nördlichen Fünen. Es liegt in der Kirchengemeinde Krogsbølle (Krogsbølle Sogn) bzw. der Gemeinde Otterup (Otterup Kommune).

## Geschichte
Einsidelsborg ist seit 1650, als es in „Egebjerggård“ umbenannt und erweitert wurde, der Hauptort des gesamten Besitzes der Familie Podebusk. Der Platz mit Ländereien und dem benachbarten alten Renaissance-Wasserschlösschen Kørup ist seit 1410 urkundlich bekannt. Das ausgedehnte Adelsgut gehörte seit dem Ende des 18. Jahrhunderts der Familie Petersdorff-Roepstorff. Mit der Auflösung der dänischen Lehnsgrafschaft-Ordnung 1921 wurde Einsidelsborg „freies Eigentum“ und seit 1929 (von Kørup geteilt) bürgerliches Eigentum. 1931 wurde der alte Name „Egebjerggård“ (Hof am Eichenhügel) wieder übernommen. Das heutige Hauptgebäude wurde unter den Petersdorffs 1830 erbaut; es ist ein repräsentativer klassizistischer des dänischen Architekten J. P. Jacobsen.
Der erste Besitzer des neuen „Einsidelsborg“, benannt nach seiner Ehefrau, einer Freifrau Sidonia Marie von Einsiedel (ca. 1600–1673), war von 1650 bis 1657 Henrik Clausen Podebusk (1598–1657). Einsiedelsborg blieb bis 1781 im Besitz der Podebusk. Diese zogen zurück nach Rügen zurück und nehmen aus der Familiengruft auch die Särge der Podebusk mit. Nach einem kurzen Zwischenbesitz durch den Grafen Moltke – in dieser Zeit wurde der spätere Premierminister Adam Wilhelm Moltke auf Einsidelsborg geboren – ging Einsidelsborg 1795 mit Kørup und allen Ländereien in den Besitz der Adelsfamilie Petersdorff-Roepstorff über. Ihre Familiengrab befindet sich auf dem Friedhof in Krogsbølle. Letzter Besitzer in dieser Linie war Paul Ludvig von Petersdorff, der 1919 ohne Nachkommen als letzter männliche Namensträger des dänischen Zweigs der Familie Petersdorff verstarb.
Ihm folgte 1919 bis 1929 die mit den Petersdorffs verschwägerte dänische Adelsfamilie Wedel-Heinen und ab 1929 verschiedene bürgerliche Familien. 1963 wurde der Teppichfabrikant und Politiker Mads Eg Damgaard (1913–1999) Besitzer, dessen Familienfonds seit 1999 den Gutshof bis heute als Aktiengesellschaft führt.